# Hrabstwo Effingham (Illinois)

Piramida wieku hrabstwa

Hrabstwo Effingham – hrabstwo w USA, w stanie Illinois, według spisu z 2000 roku liczba ludności wynosiła 34 264. Siedzibą hrabstwa jest Effingham.

## Geografia
Według spisu hrabstwo zajmuje powierzchnię 1243 km², z czego 1240 km² stanowią lądy, a 3 km² (0,25%) stanowią wody.

### Sąsiednie hrabstwa
- hrabstwo Cumberland – północny wschód

Stan Illinois na mapie USA

- hrabstwo Jasper – wschód
- hrabstwo Clay – południowy wschód
- hrabstwo Fayette – zachód
- hrabstwo Shelby – północny zachód

## Historia
Hrabstwo Effingham powstało w 1831 z dwóch innych hrabstw Fayette i Crawford
Nazwa została nadana na cześć Edwarda Effingham, który jako generał Brytyjskiej Armii w 1775 roku, zrzekł się przed komisją stopnia i odmówił udziału w wojnie z kolonizatorami. Nazwisko w staroangielskim języku Anglo-Saxon oznacza "Effa's house". Inne informacje podają, iż nazwa hrabstwa pochodzi od imienia mierniczego, który skartografował ów teren.

## Demografia
Według spisu z 2000 roku hrabstwo zamieszkuje 34 264 osób, które tworzą 13 001 gospodarstw domowych oraz 9178 rodzin. Gęstość zaludnienia wynosi 28 osób/km². Na terenie hrabstwa jest 13 959 budynków mieszkalnych o częstości występowania wynoszącej 11 budynków/km². Hrabstwo zamieszkuje 98,66% ludności białej, 0,16% ludności czarnej, 0,18% rdzennych mieszkańców Ameryki, 0,32% Azjatów, 0,01% mieszkańców Pacyfiku, 0,22% ludności innej rasy oraz 0,46% ludności wywodzącej się z dwóch lub więcej ras, 0,74% ludności to Hiszpanie, Latynosi lub inni.
W hrabstwie znajduje się 13 001 gospodarstw domowych, w których 36,30% stanowią dzieci poniżej 18 roku życia mieszkający z rodzicami, 57,80% małżeństwa mieszkające wspólnie, 9,10% stanowią samotne matki oraz 29,40% to osoby nie posiadające rodziny. 26,10% wszystkich gospodarstw domowych składa się z jednej osoby oraz 11,60% żyje samotnie i ma powyżej 65 roku życia. Średnia wielkość gospodarstwa domowego wynosi 2,60 osoby, a rodziny wynosi 3,16 osoby.
Przedział wiekowy populacji hrabstwa kształtuje się następująco: 28,60% osób poniżej 18 roku życia, 8,20% pomiędzy 18 a 24 rokiem życia, 28,20% pomiędzy 25 a 44 rokiem życia, 21,10% pomiędzy 45 a 64 rokiem życia oraz 13,90% osób powyżej 65 roku życia. Średni wiek populacji wynosi 36 lat. Na każde 100 kobiet przypada 98,20 mężczyzn. Na każde 100 kobiet powyżej 18 roku życia przypada 93,50 mężczyzn.
Średni dochód dla gospodarstwa domowego wynosi 39 379 USD, a średni dochód dla rodziny wynosi 46 895 dolarów. Mężczyźni osiągają średni dochód w wysokości 31 442 dolarów, a kobiety 21 121 dolarów. Średni dochód na osobę w hrabstwie wynosi 18 301 dolarów. Około 6,00% rodzin oraz 8,10% ludności żyje poniżej minimum socjalnego, z tego 10,10% poniżej 18 roku życia oraz 7,10% powyżej 65 roku życia.

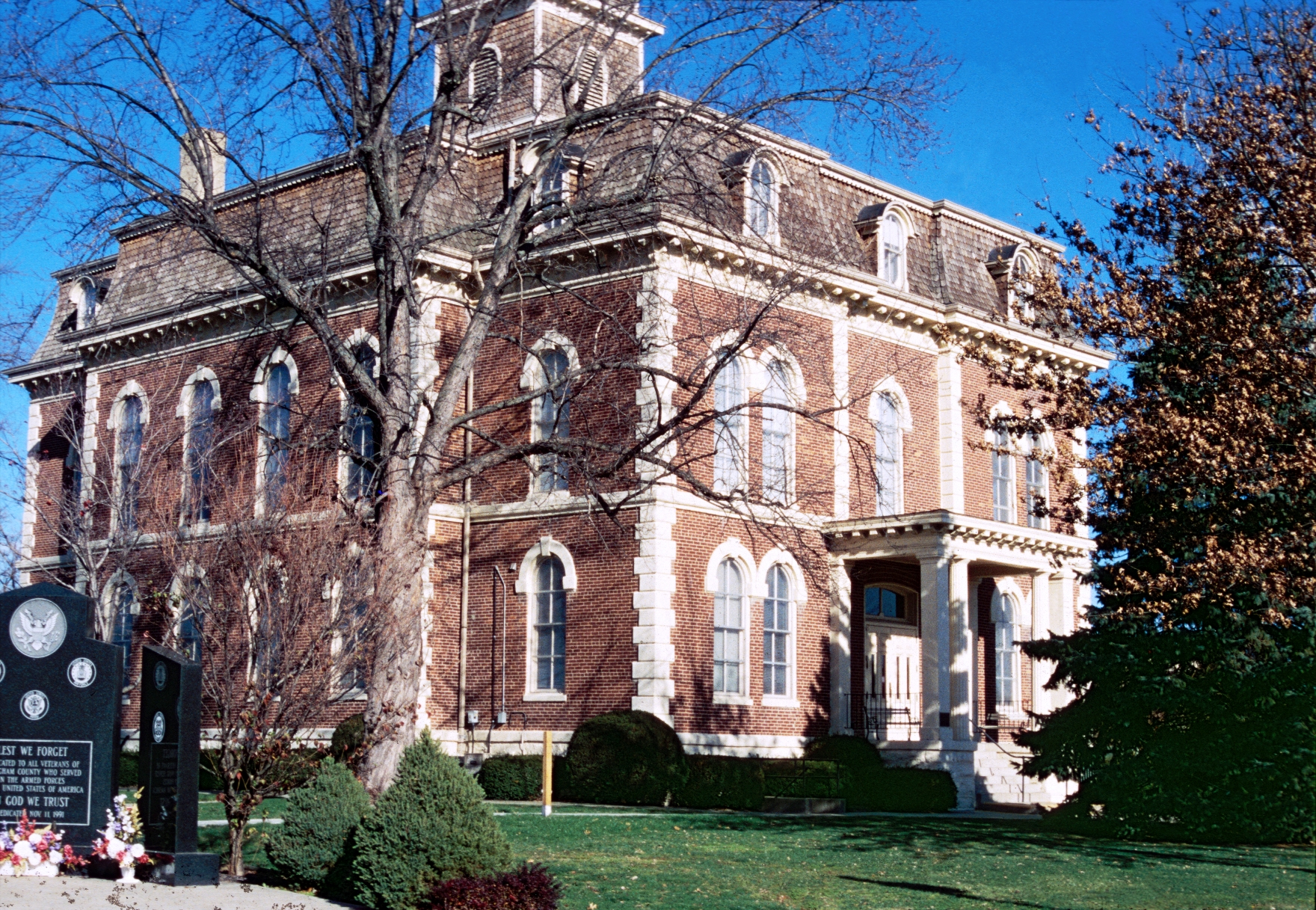
Budynek władz hrabstwa Effingham

## Miasta
- Altamont
- Effingham
- Mason

## Wioski
- Beecher City
- Dieterich
- Edgewood
- Shumway
- Teutopolis
- Watson